# Cities on Flame with Rock and Roll
Cities on Flame with Rock and Roll é uma canção da banda americana de hard rock Blue Öyster Cult gravada em 1972 no álbum homônimo homônimo. Foi escrita por Sandy Pearlman, Donald Roeser e Albert Bouchard, e lançada como "single". O riff foi inspirado na canção "The Wizard" da banda Black Sabbath.